# Tim Kelley
Timothy „Tim“ Kelley (* 20. Mai 1986 in Burlington, Vermont) ist ein ehemaliger US-amerikanischer Skirennläufer. Er startete vorwiegend in den technischen Disziplinen Slalom und Riesenslalom. Tim Kelley ist der Sohn von Lindy Cochran, einer erfolgreichen Skirennläuferin der 1970er-Jahre, und der Bruder von Jessica Kelley und Robby Kelley sowie Cousin von Jimmy Cochran und Ryan Cochran-Siegle, die ebenfalls Skirennläufer sind bzw. waren.

## Biografie
Im Alter von drei Jahren erlernte Kelley im familieneigenen Skiresort Cochran’s Ski Area im nördlichen Vermont das Skilaufen. Sein erstes FIS-Rennen bestritt er im Dezember 2001, Einsätze im Nor-Am Cup folgten ab November 2003. Die ersten Punkte im Nor-Am Cup gewann er im März 2005. In der Saison 2005/06 erzielte er bereits zwei Top-10-Plätze im Slalom. Im März 2006 nahm Kelley an den Juniorenweltmeisterschaften in der kanadischen Provinz Québec teil und erreichte dort den fünften Platz im Slalom. Auch in allen anderen Wettbewerben konnte er sich klassieren, womit er Rang sechs in der Kombinationswertung belegte.
In der Saison 2006/07 fand Kelley im Nor-Am Cup den Anschluss an die Spitze. Am 5. Januar 2007 stand er als Zweiter im Slalom von Sunday River erstmals auf dem Podest und nach weiteren zwei Podestplätzen feierte er im letzten Saisonrennen, dem Slalom von Panorama, seinen ersten Sieg, womit er den zweiten Platz in der Slalomwertung und Rang neun im Gesamtklassement erreichte. Bereits im Dezember 2006 hatte er zum ersten Mal an einem Slalom im Weltcup teilgenommen, bei dem er jedoch im ersten Durchgang ausfiel.
In den Saisonen 2007/08 und 2008/09 kam Kelley regelmäßig im Weltcup zum Einsatz. Allerdings schaffte er es, auch aufgrund zahlreicher Ausfälle, in keinem der 16 Slaloms, an denen er in diesen zwei Jahren teilnahm, in den zweiten Durchgang. Einmal startete er auch in einer Super-Kombination, in der er ebenfalls ausschied. Im Nor-Am Cup gewann Kelley in der Saison 2007/08 eine Super-Kombination am Whiteface Mountain, womit er Platz zwei in der Disziplinenwertung erreichte. Zu Beginn des nächsten Winters feierte er im Slalom von Loveland seinen dritten Sieg im Nor-Am Cup, konnte danach aber wegen zahlreicher Ausfälle in keinem Rennen mehr punkten, weshalb er in der Gesamtwertung nur an 51. Stelle landete.
Am 24. Januar 2010 bestritt Kelley mit dem Slalom in Kitzbühel sein bislang letztes Weltcuprennen. Im Nor-Am Cup erreichte er in der Saison 2009/10 zwei Top-10-Platzierungen. Kelley studiert seit 2011 an der University of Vermont in Burlington und fährt nun für das Skiteam der Vermont Catamounts. Neben FIS- und Universitätsrennen startet er weiterhin im Nor-Am Cup. In den Saisonen 2010/11 und 2011/12 fuhr er in jeweils zwei Nor-Am-Rennen unter die schnellsten zehn.
Die ersten Weltcuppunkte gewann er über neun Jahre nach seinem ersten Rennen auf dieser Stufe, als er am 17. Januar 2016 im Slalom von Wengen den zwölften Platz belegte. Dieses Ergebnis konnte Kelley nicht mehr überbieten. Nach der Saison 2016/17 beendete er seine aktive Karriere.

## Erfolge

### Weltcup
- 1 Platzierung unter den besten 15

### Weltcupwertungen
| Saison  | Gesamt | Gesamt | Slalom | Slalom |
| Saison  | Platz  | Punkte | Platz  | Punkte |
| ------- | ------ | ------ | ------ | ------ |
| 2015/16 | 118.   | 22     | 38.    | 22     |

### Nor-Am Cup
- Saison 2006/07: 9. Gesamtwertung, 2. Slalomwertung, 7. Riesenslalomwertung
- Saison 2007/08: 2. Kombinationswertung
- Saison 2013/14: 7. Slalomwertung
- Saison 2015/16: 2. Slalomwertung
- 12 Podestplätze, davon 6 Siege:

| Datum             | Ort                | Land   | Disziplin         |
| ----------------- | ------------------ | ------ | ----------------- |
| 17. März 2007     | Panorama           | Kanada | Slalom            |
| 12. März 2008     | Whiteface Mountain | USA    | Super-Kombination |
| 3. Dezember 2008  | Loveland           | USA    | Slalom            |
| 15. Dezember 2014 | Panorama           | Kanada | Slalom            |
| 16. Dezember 2014 | Panorama           | Kanada | Slalom            |
| 6. Februar 2016   | Mont Sainte-Anne   | Kanada | Slalom            |

### Juniorenweltmeisterschaften
- Québec 2006: 5. Slalom, 6. Kombination, 11. Riesenslalom, 29. Super-G, 35. Abfahrt

### Weitere Erfolge
- 22 Siege in FIS-Rennen